# Blindenmarkt
Blindenmarkt är en ort och kommun  i Österrike. Den ligger i distriktet Melk i förbundslandet Niederösterreich, 100 kilometer väster om huvudstaden Wien.
Kommunen består av två orter (Ortschaften) (inom parentes invånarantal 1 januari 2024):
- Blindenmarkt (2 496)
- Hubertendorf (272)